# Canton (Illinois)
Pour les articles homonymes, voir Canton (homonymie).
Canton est une ville de l'Illinois, dans le Comté de Fulton aux États-Unis. Canton possède un aéroport (Ingersoll Airport, code AITA : CTK).